# Michel Guillemot
Pour les articles homonymes, voir Guillemot.
Michel Jean Ives Guillemot, né le 15 janvier 1959 à Carentoir (Morbihan), est un homme d'affaires français. Il est le fondateur de l'éditeur de jeux vidéo pour mobiles Gameloft et en a été pendant 16 ans le président-directeur général. Il est directeur général délégué d'Ubisoft, dont il est l'un des cofondateurs avec ses frères. Son frère Yves Guillemot en est le PDG.

## Carrière
Michel Guillemot fait des études à l'EDHEC.[réf. nécessaire]
Il fonde l'entreprise Gameloft en 1999, cofondateur de la société Ubisoft et frère de son PDG, Yves Guillemot. Gameloft compte 6 000 employés dont plus de 4 000 développeurs. L'entreprise possède 20 studios à travers le monde.
Vivendi détient 100 % du capital de Gameloft depuis le 26 juillet 2016,.
Entre 2001 et 2016, il occupe le poste de PDG de Gameloft jusqu'au rachat de la société par Vivendi en juin 2016. Michel Guillemot et ses frères sont les fils d'Yvette et Marcel Guillemot qui avaient créé à Carentoir l'entreprise Guillemot Detoc, une société de négoces en produits du sol,.
Leur père Marcel Guillemot décède à l'âge de 81 ans.